# Bipartisan Campaign Reform Act
Lire en ligne

http://www.gpo.gov/fdsys/pkg/PLAW-107publ155/content-detail.html

Le Bipartisan Campaign Reform Act (BCRA) de 2002, officiellement An act to amend the Federal Election Campaign Act of 1971 to provide bipartisan campaign reform et couramment appelée McCain–Feingold Act, du nom de deux sénateurs à l'origine de la proposition de loi, le républicain John McCain et le démocrate Russ Feingold, est une loi fédérale des États-Unis qui limite les dépenses engagées en matière de publicités électorales, visant en particulier les sommes importantes apportées à certains candidats par des entreprises, qu'elles soient basées aux États-Unis ou ailleurs. 
Plusieurs de ses dispositions ont cependant été restreintes ou annulées par la Cour suprême au nom du 1er amendement à la Constitution, concernant la liberté d'expression. Plusieurs arrêts ont concerné cette loi, dont Citizens United v. Federal Election Commission, en janvier 2010, qui a fait l'objet d'une critique sévère du président Barack Obama.

## Principales dispositions de la loi
Dans McConnell v. Federal Election Commission (en) (2003), arrêt au cours duquel la Cour suprême avait jugé constitutionnel la plupart des dispositions du BCRA, la Cour avait souligné que la loi visait en particulier à répondre à deux aspects de la vie politique américaine considérés comme problématiques: 
- l'augmentation importante de contributions dites de soft money: il s'agit de sommes non directement versées au soutien immédiat d'un candidat lors de campagnes électorales, et qui échappaient par conséquent au Federal Election Campaign Act de 1971. La loi interdisait ainsi aux comités nationaux des partis politiques de lever ou de dépenser des fonds non soumis à des plafonds fédéraux, même s'ils ne devaient pas concerner directement des élections mais être utilisé dans le cadre de débats locaux ou sociaux généraux. Cette disposition n'affectait pas le soft money utilisé par d'autres organismes que les comités nationaux des partis, et en particulier les groupes 527 échappant au contrôle de la Commission électorale fédérale.
- l'autre aspect visé par la loi concernait la prolifération des publicités influençant la campagne électorale de façon indirecte, c'est-à-dire sans appeler ouvertement à « voter pour » tel ou tel candidat, etc. (les issue advocacy ads (en)). La loi définissait ainsi comme publicité électorale toute publicité nommant un candidat fédéral 30 jours avant une élection primaire ou un caucus, ou 60 jours avant des élections générales. Toute publicité de ce type était interdite si elle était financée par une entreprise ou certains types d'organisations non-lucratives ou par des fonds provenant d'une entreprise ou d'un syndicat. L'arrêt Citizens United v. Federal Election Commission de 2010 a annulé cette disposition.

## Entrée en vigueur de la loi
Bien que connue comme loi McCain-Feingold, la proposition de loi qui fut effectivement votée n'était pas celle qui avait été introduite au Sénat, mais celle présentée à la Chambre des députés par Chris Shays et Marty Meehan. La loi fut signée le 27 mars 2002 par le président George W. Bush, malgré l'expression de ses réticences sur certaines dispositions qu'il jugeait potentiellement anti-constitutionnelles, notamment celles qui concernaient les publicités indirectes. Promulguée en novembre 2002, la loi devint véritablement active en janvier 2003.

## Cour suprême
Le sénateur républicain Mitch McConnell, alors whip de la majorité au Sénat, soumis une facial challenge (en) devant la Cour suprême, procédure au cours de laquelle l'ensemble de la loi est critiqué comme étant anti-constitutionnelle. Dans McConnell v. Federal Election Commission (en) (décembre 2003), la Cour rejeta cette critique. En 2006, le conservateur Samuel Alito remplaça la centriste Sandra Day O'Connor à la Cour, qui avait votée en faveur de la décision majoritaire de 2003 : ce remplacement sera l'un des facteurs expliquant les décisions ultérieures de la Cour, limitant la portée du BCRA.
En juin 2007, dans Federal Election Commission v. Wisconsin Right to Life, Inc. (en), la Cour suprême restreignit cependant largement les dispositions de la loi concernant les publicités indirectes. Par 5 voix contre 4, la Cour, présidée par John G. Roberts Jr., jugea en gros que tant que la publicité ne pouvait être « manifestement » interprétée comme appelant à voter, fût-ce de façon indirecte, pour un candidat, celle-ci ne pouvait être qualifiée de publicité électorale. Bien que la portée de cette décision de la Cour suprême restait alors encore débattu par la doctrine, il est clair que la « Cour Roberts » avait asséné un premier coup à cette tentative de régulation du marketing politique.
En juin 2008, la Cour déclara anti-constitutionnelles, au nom du Premier amendement, les sections 319 (a) et (b) de la loi, dans Davis v. Federal Election Commission (en), arrêt qui opposait l'industriel démocrate Jack Davis (en) à la Commission électorale fédérale (FEC). L'« amendement du Millionnaire », nom populaire de la section 319 (b), obligeait un candidat à une élection fédérale à faire une déclaration d'intention concernant les sommes qu'il investirait, à titre personnel, dans la campagne, si celles-ci dépassaient 350 000 dollars, ce qui visait à réduire les inégalités entre candidats. La section 319 (a), en revanche, permettait à son candidat rival de faire appel à davantage de fonds venant d'ailleurs pour faire face à ce genre de « candidat millionnaire ».

## Citizens United (2010)
Enfin, en janvier 2010, la Cour a annulé la plupart des dispositions concernant les publicités indirectes dans Citizens United v. Federal Election Commission, affaire qui posait la question de savoir si un documentaire politique et très politisé concernant Hillary Clinton (Hillary: The Movie) constituait, ou non, une « publicité électorale » selon la définition de la loi (c'est-à-dire en particulier s'il était diffusé peu de temps avant une élection). 
La Cour décida alors que la loi ne pouvait interdire aux personnes morales, à but lucratif ou non, de financer des publicités électorales indirectes, ce qui suscita une critique acerbe du président Barack Obama lors de son discours sur l'état de l'Union du 27 janvier 2010, qui soulignait que cela plaçait la vie politique américaine sous la dépendance de grosses entreprises, de firmes multinationales et de fonds venant de l'étranger . 
La décision, acquise par 5 voix contre 4 et écrite par Anthony Kennedy, souligna la rupture entre libéraux (John Stevens, Ruth Ginsburg, Stephen Breyer et Sonia Sotomayor) et conservateurs (outre A. Kennedy, Samuel Alito, John Roberts, Antonin Scalia et Clarence Thomas) à la Cour. La minorité dissidente, dont faisait partie John Stevens, soulignait qu'on ne pouvait placer des organisations, lucratives ou non, sur le même plan que de simples électeurs. Obama évoqua une « victoire majeure pour le big oil,les banques de Wall Street, les compagnies d'assurance-santé et les autres intérêts puissants qui mobilisent leur puissance quotidiennement à Washington pour étouffer les voix des Américains de base. »
Elle renversa partiellement McConnell v. Federal Election Commission (en), de 2003, et complètement Austin v. Michigan Chamber of Commerce (en) de 1990.
Cette décision eut un impact important.  Lors de la campagne électorale pour les sénatoriales de novembre 2010, Russ Feingold soulignait que dans les publicités financées par ses adversaires, plus de 2 millions de dollars d'entre elles auraient été illégales avant cet arrêt.